# Franz Seldte
Franz Seldte, né le 29 juin 1882 à Magdebourg (Province de Saxe) et mort le 1er avril 1947 à Fürth (zone d'occupation américaine en Allemagne), est un homme politique allemand. 
Officier dans l'Armée allemande durant la Première Guerre mondiale, il a été blessé au front et a perdu son bras gauche. Il a été décoré de la croix de fer 1re et 2e classes. Cofondateur de l'organisation paramilitaire Stahlhelm, membre du DVP puis du NSDAP, il est ministre du Travail entre 1933 et 1945 sous le Troisième Reich, y compris dans l'éphémère gouvernement de Flensbourg, dont les membres sont arrêtés par les Alliés le 23 mai 1945.
Appelé à comparaître au procès de Nuremberg, il meurt dans un hôpital militaire américain avant d'être mis en accusation.
L'historien George L. Mosse le décrivit comme « l'exemple d'un homme fondamentalement modéré qui, profondément inquiet devant la crise allemande et séduit par la solution völkisch, se jeta dans le camp des nationaux-socialistes ».